# 峰入り古道
峰入り古道（みねいりこどう）とは、福岡県太宰府市北谷にある宝満山から福岡県と大分県の県境にある英彦山までを行者が修行した道。古道は全行程70km。日本三大修験道場の一つである。

## 概要
日本三大修験道場で、廃仏毀釈以降に修験道場が復活していないのは峰入り古道だけである。結果、英彦山では明治初期から150年に渡り修験が途絶えている。峰入り古道には窟や社（岩屋神社）など48か所の祈りの場がある。
竈門神社の下宮→宝満山山頂→大根地山（652m）→大根地神社→冷水峠→五玉神社→秋月街道→古処山登山口→古処山←（1.7km）→屏山（927m）←（2.9km）→宇土浦越←（1.4km）→馬見山→行者杉→貝釣→糸ヶ峰→愛敬岩→大日ヶ岳（830m）→岩屋神社→斫石峠（きりいしとうげ）[釈迦岳登山口]→釈迦岳（844m）→岳滅鬼山（1036m がくめきさん）→大南神社→英彦山山頂→英彦山神宮 奉幣殿